# 穆比
穆比（Mubi）是西非國家尼日利亞的城鎮，由阿達馬瓦州負責管轄，位於該國東部，距離與喀麥隆接壤邊境僅10公里，信奉基督教和伊斯蘭教的居民分別佔40-50%和40%，2010年人口估計98,243。
10°16′N 13°16′E / 10.267°N 13.267°E